# Pfarrkirche Leoben-Waasen

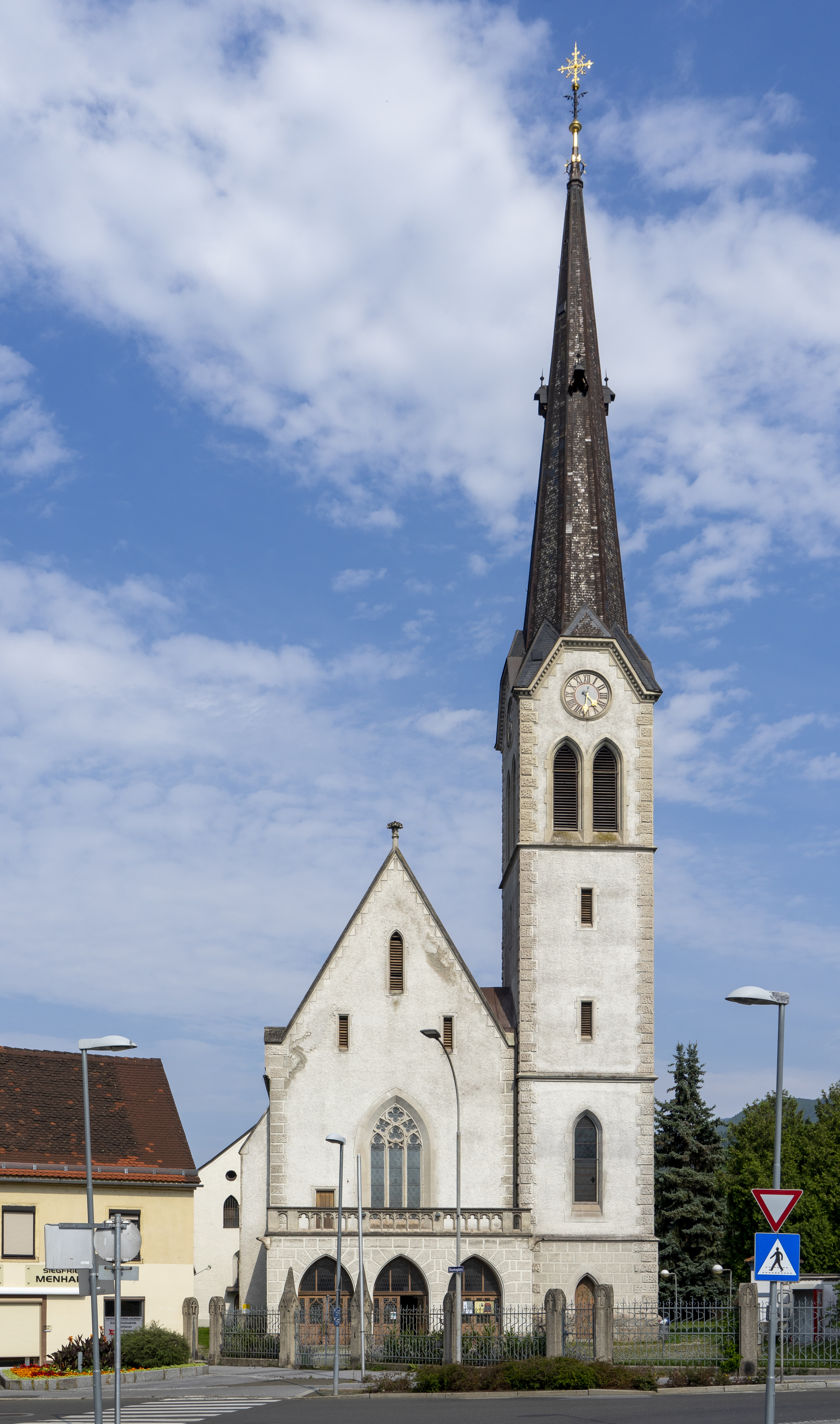
Katholische Pfarrkirche Mariä Himmelfahrt in Leoben-Waasen

Die Pfarrkirche Leoben-Waasen steht am linken Ufer der Mur im Stadtteil Waasen in der Stadtgemeinde Leoben im Bezirk Leoben in der Steiermark. Die auf das Fest Mariä Himmelfahrt geweihte römisch-katholische Pfarrkirche gehört zum Dekanat Leoben in der Diözese Graz-Seckau. Die Kirche steht unter Denkmalschutz (Listeneintrag).

## Geschichte
Als Jahr der Gründung wurde 1149 genannt. Ab 1185 dem Stift Admont inkorporiert, wurde die Kirche 1210 dem Stift Göss inkorporiert. Wahrscheinlich wurde schon 1222 eine Pfarre begonnen. Die Kirche ist von einem alten teils ummauerten Friedhof umgeben, welcher 1886 geschlossen wurde. Die Kirche erlitt 1650 und 1667 Brände. 1906/1907 war eine Restaurierung. 1950 und 1973 wurde die Kirche innen restauriert.
Der gotische Chor entstand um 1400. Der Turm wurde 1900 erbaut. Der Komponist Eduard Moeldner (1884–1960) wirkte hier als Organist und Regens chori.
Im Mai 2025 wurde die Gruft unter der Sakristei der Pfarrkirche Leoben-Waasen im Zuge von Bauarbeiten das erste Mal nach 50 Jahren wieder geöffnet. In den 1970er Jahren war der Karner zuletzt offen gewesen und war damals mit Beton verstärkt worden. Nach der Sanierung der Einfassung für den Betondeckel der Gruft war diese wieder verschlossen worden und soll nun für Führungen begehbar gemacht werden. Im sechs Meter breiten und vier Meter tiefen Beinhaus sind die Knochen von über 1000 Verstorbenen aus der Waasenvorstadt sorgfältig übereinandergeschichtet.

## Architektur
Das niedrige vierjochige spätgotische Langhaus hat ein Netzrippengewölbe mit schildförmigen und runden Schlusssteinen. Der eingezogene Fronbogen ist profiliert. Der zweijochige gotische Chor mit einem Fünfachtelschluss hat ein Kreuzrippengewölbe auf Halbrunddiensten, welche im unteren Wanddrittel enden, das Gewölbe schließt mit runden Schlusssteinen.

## Ausstattung
Der bemerkenswerte neugotische Hochaltar aus 1845 nach einem Entwurf von Max Tendler trägt barocke Statuen aus dem ersten Drittel des 18. Jahrhunderts, weiters die Figuren Katharina und Barbara aus 1872 geschaffen von Josef Vetter. Der Hochaltar zeigt als Altarbild die Kopie des Innsbrucker Mariahilfbildes aus 1687, welches 1787 aus der abgebrochenen Häuselbergkapelle hierher übertragen wurde, das Bild wurde 1726 und 1803 renoviert.

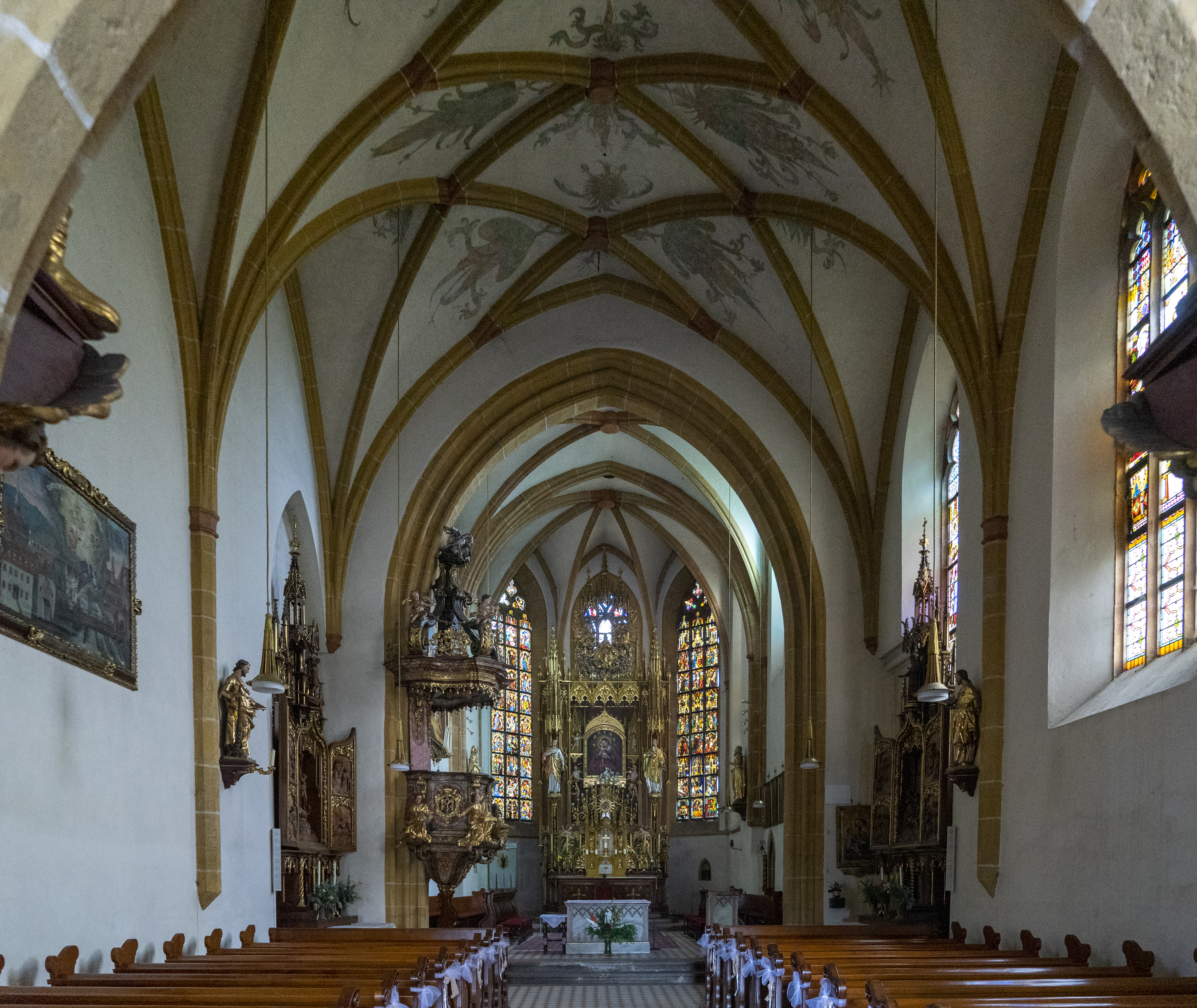
Innenansicht der Kirche
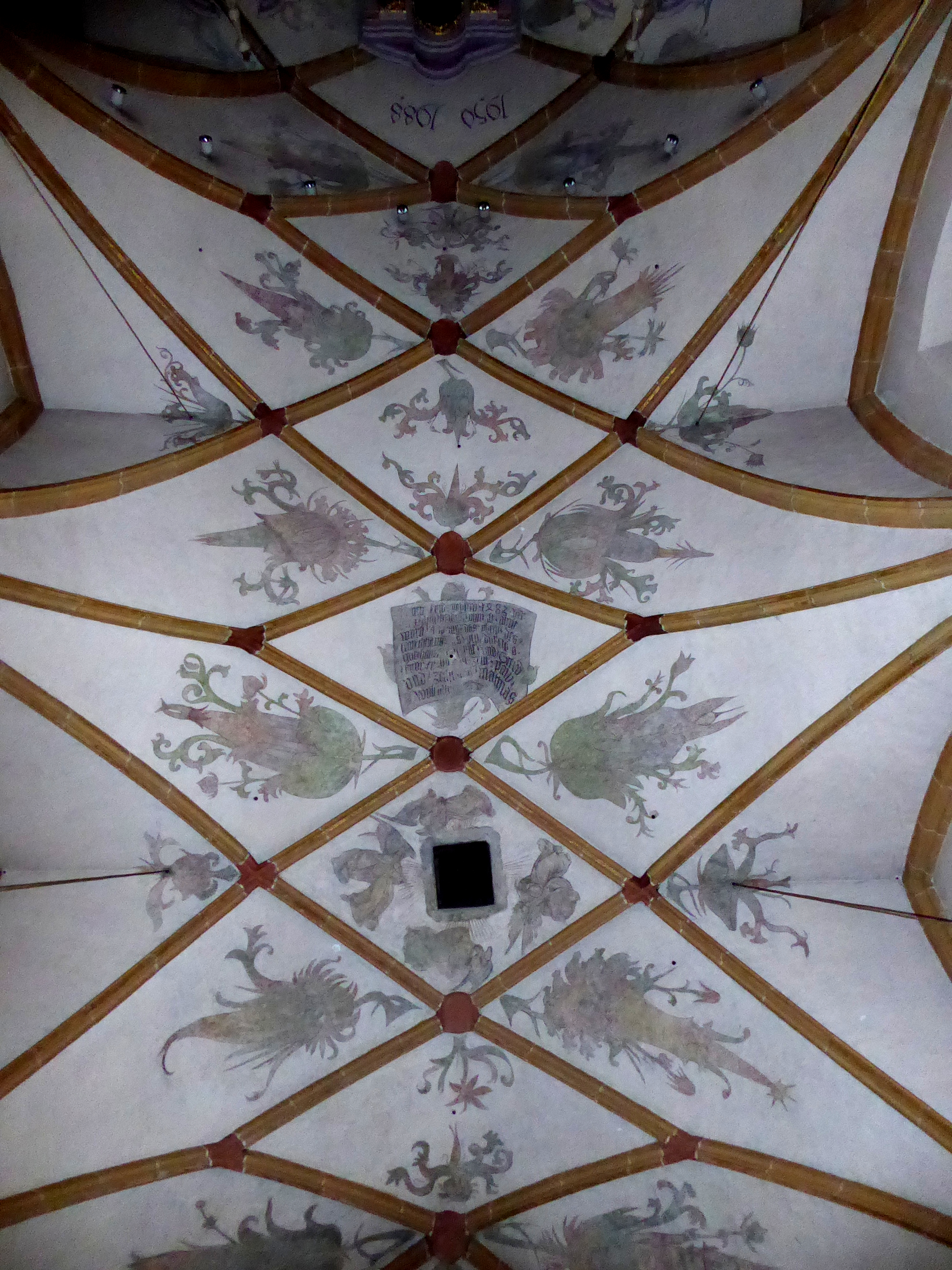
Gewölbemalerei
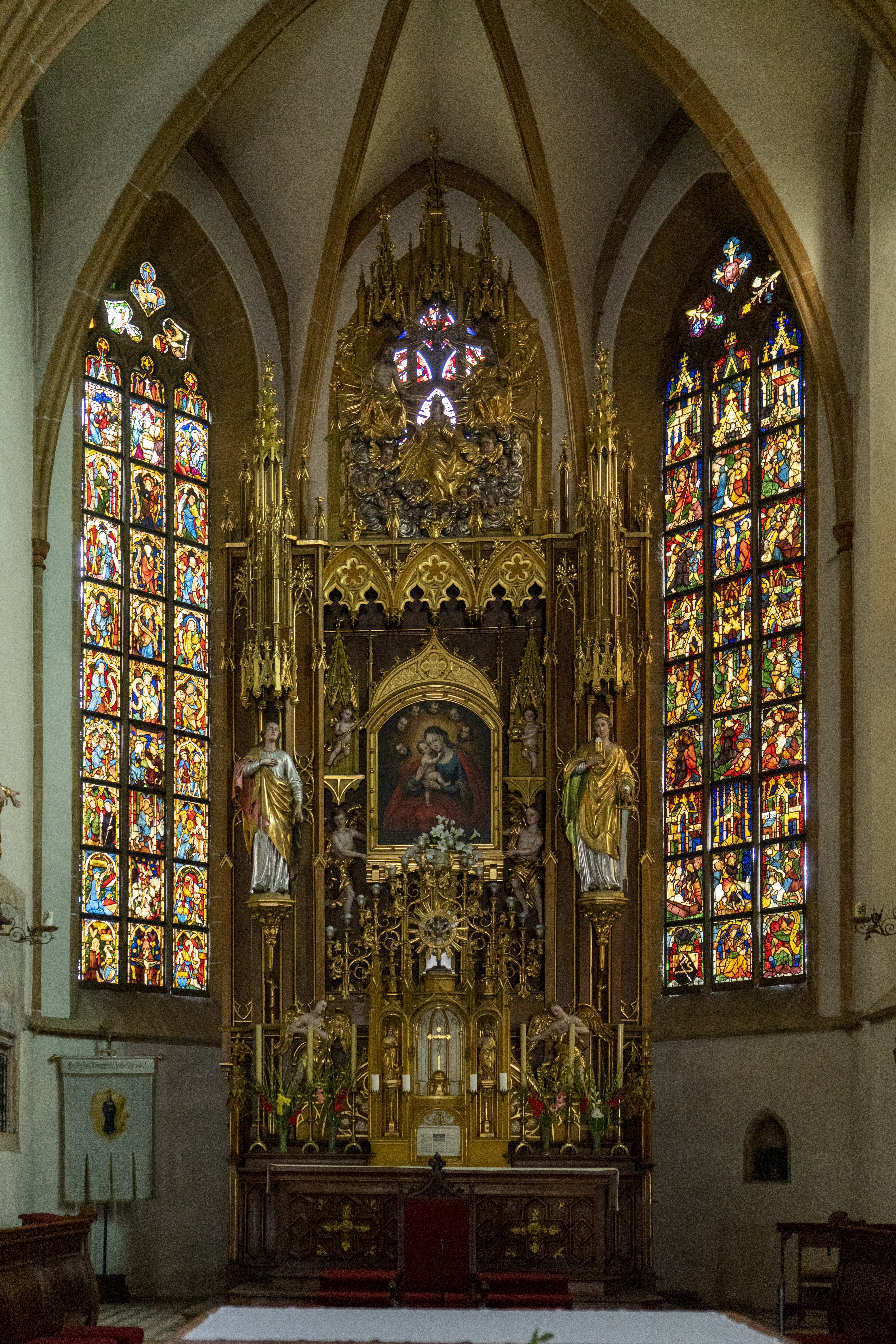
Hochaltar von Max Tendler